# Ukanje
Ukanje je naselje v Občini Kanal ob Soči.